# Park Narodowy Eurobodalla
Park Narodowy Eurobodalla, (Eurobodalla National Park) – park narodowy położony w stanie Nowa Południowa Walia w Australii, około 270 km na południe od Sydney.